# Ester Peony
Ester Alexandra Crețu, beter bekend als Ester Peony (Boekarest, 21 juli 1993), is een Roemeens zangeres.

## Biografie
Crețu werd in 1994 geboren in de Roemeense hoofdstad Boekarest, maar verhuisde reeds op jonge leeftijd naar het Canadese Montreal. In 2014 begon ze te bouwen aan haar muzikale carrière, onder de artiestennaam Ester Peony. Begin 2019 nam ze deel aan Selecția Națională, de Roemeense preselectie voor het Eurovisiesongfestival. Met het nummer On a Sunday wist ze de finale te winnen, waardoor ze Roemenië mocht vertegenwoordigen op het Eurovisiesongfestival 2019 in Tel Aviv. Uiteindelijk haalde ze de finale niet.
1994: Dan Bittman · 
1998: Mălina Olinescu · 
2000: Taxi · 
2002: Monica Anghel & Marcel Pavel · 
2003: Nicola · 
2004: Sanda Ladoși · 
2005: Luminița Anghel & Sistem · 
2006: Mihai Trăistariu · 
2007: Todomondo · 
2008: Nico & Vlad Miriță · 
2009: Elena Gheorghe · 
2010: Paula Seling & Ovi · 
2011: Hotel FM · 
2012: Mandinga · 
2013: Cezar · 
2014: Paula Seling & Ovi · 
2015: Voltaj · 
2017: Ilinca feat. Alex Florea · 
2018: The Humans · 
2019: Ester Peony · 
2021: Roxen · 
2022: WRS · 
2023: Theodor Andrei